# أنيس عمري
أنيس عمري (و. 1992 – 2016 م) كان طباخ تونسي
. ولد في تطاوين شارك في هجوم برلين 2016.